# Jonasberg

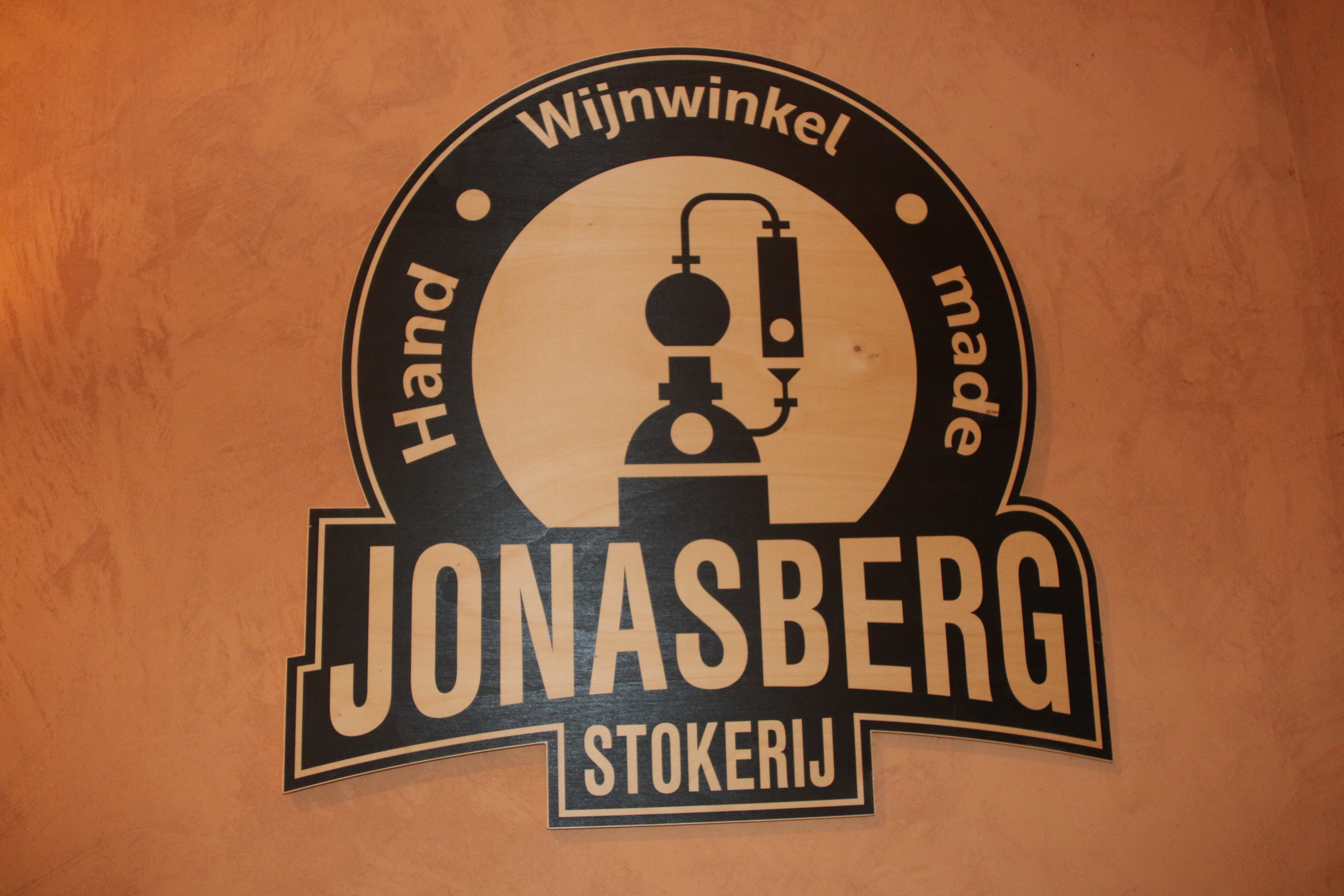
Stokerij Jonasberg

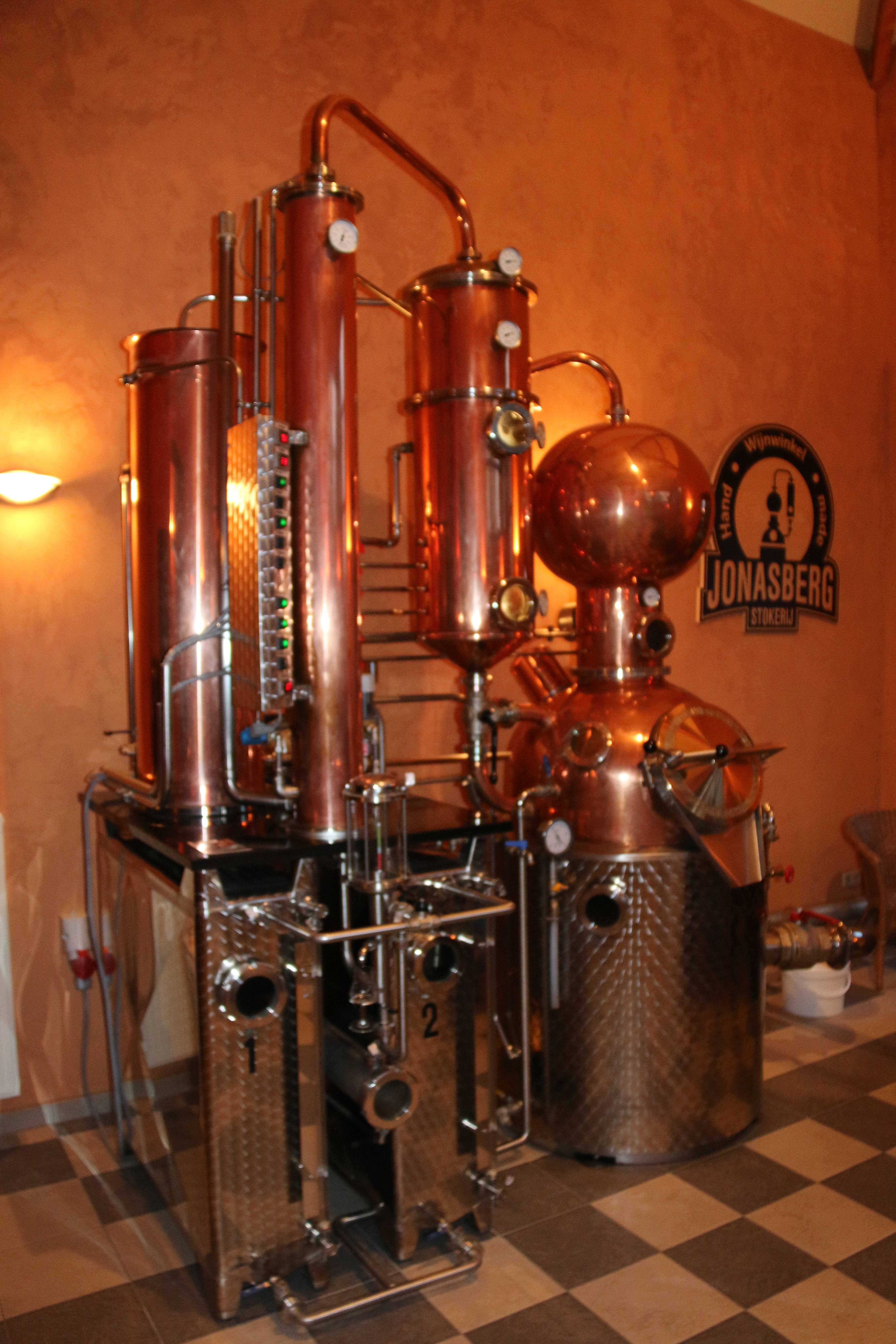
Stookketel

Jonasberg (ook: Stokerij Mertens) is een stokerij in het Belgische Zottegem.  De stokerij aan de Steenweg op Aalst 84 in Elene wordt sinds 1979 beheerd door Jan Mertens. Grootvader Kamiel Mertens begon in 1920 met het maken van cider, en werd nadien wijnimporteur en verdeler van gedistilleerde dranken. In 2015 werd een nieuwe stookmachine geplaatst (pot still (batchproces) met een wenteltrap column still (continu proces)) en werd de naam veranderd in stokerij Jonasberg. De destilleerderij van de familie Mertens bevindt zich immers op een heuvel die in de volksmond Jonasberg wordt genoemd. Bij Jonasberg wordt gin, whisky, jenever, likeur en rum gestookt. In 2019 behaalde de whisky van stokerij Jonasberg de bronzen medaille in de categorie Best Belgian Single Cask Single Malt op de World Whiskies Awards.  Stokerij Jonasberg is (met de graanjenever 40°) lid van het Oost-Vlaamse jeneverlabel O'de Flander. 